# Ervin Mészáros
Dans le nom hongrois Mészáros Ervin, le nom de famille précède le prénom, mais cet article utilise l’ordre habituel en français Ervin Mészáros, où le prénom précède le nom.
Ervin Mészáros, né le 2 avril 1877 à Budapest et mort le 21 mai 1940 dans la même ville, est un escrimeur hongrois pratiquant le sabre et le fleuret.
Ervin Mészáros a été licencié au club du Magyar AC entre 1894 et 1927. Il tire tant au sabre qu'au fleuret mais c'est au sabre qu'il obtient ses plus grands résultats avec un titre olympique par équipe lors des Jeux olympiques d'été de 1912 disputés à Stockholm. Lors de la même olympiade il est aussi médaillé de bronze à l'épreuve individuelle de sabre. Il est alors devancé par deux compatriotes, Jenő Fuchs le champion olympique et Béla Békessy. Il aurait pu participer aux deux précédentes olympiades, mais le règlement hongrois interdisait alors aux militaires de figurer en équipe nationale.
Ervin Mészáros est champion de Hongrie à quatre reprises au fleuret. Il est le premier champion de Hongrie de l'histoire au fleuret. Sa carrière est particulièrement longue puisque son dernier podium aux championnats de Hongrie a lieu en 1920, il est alors troisième du sabre individuel.
Son frère Lóránt Mészáros est lui aussi un escrimeur. Il participe en 1906 aux Jeux olympiques intercalaires.

## Palmarès
- Jeux olympiques d'été
  -  Champion olympique au sabre par équipes en 1912
  -  Champion olympique au sabre individuel en 1912

- Championnats de Hongrie d'escrime
  - Champion de Hongrie au fleuret en 1900, 1902, 1903 et 1904.